# Jennifer Rizzo
Pour les articles homonymes, voir Rizzo.
Jennifer Rizzo est une joueuse américaine de hockey sur gazon. Elle évolue au poste de gardien de but au Alley Cats et avec l'équipe nationale américaine.

## Biographie
- Naissance le 22 septembre 1997 à Hershey.
- Élève au Penn State College.

## Carrière
Elle a été appelée en équipe première en juin 2021 et a joué son premier match international le 26 novembre 2021 contre le Canada en Californie.

## Palmarès
- : 2e à la Coupe d'Amérique U21 2016.